# Spölands IF
Spölands IF var en fotbollsklubb från Vännäsby, Vännäs kommun. Bildad den 29 januari 1916. Vid den tiden kallades orten för Spöland eftersom det var namnet på ortens järnvägsstation (för att inte blandas samman med stationen Vännäs, vilket är ortens ursprungliga namn). 
2009 slogs Spölands IF och Vännäs AIK ihop och bildade Spöland Vännäs IF .
Damfotbollslaget spelade i Sveriges högsta division 1979 och 1981.